# Elia IV
Elia IV (in arabo الياس معوض‎? ; nato Elias Muawad; Libano, 1914 – Damasco, 21 luglio 1979) è stato il 105º Patriarca della Chiesa greco-ortodossa di Antiochia e di tutto l'Oriente dal 1970 fino alla sua morte.

## Biografia
Nato in Libano in una famiglia cristiana ortodossa, fu ordinato diacono nel 1932. Completati gli studi alla Scuola Teologica di Halki (odierna Heybeliada) nel 1939, vent'anni più tardi fu consacrato vescovo metropolita di Berroai e Alessandretta.
Il 25 settembre 1970 fu eletto 105º Patriarca di Antiochia, succedendo al patriarca Teodosio VI sei giorni dopo la sua morte. Il suo pontificato si contraddistinse per l'intensa nella politica mediorientale e per una maggiore partecipazione alla diaspora araba, linee che avrebbero segnato la gerarchia cristiana mediorientale da quel momento in poi. Era solito riferirsi ai suoi fedeli come arabi cristiani, una denominazione raramente utilizzata all'epoca.
Nel febbraio del 1974 prese parte al secondo summit dell'Organizzazione della cooperazione islamica a Lahore, e il Faysal dell'Arabia Saudita lo definì "Patriarca di tutti gli Arabi".
Primo Patriarca di Antiochia a visitare gli Stati Uniti, nel 1977 fu ricevuto dal presidente Jimmy Carter al quale ribadì la necessità di garantire l'indipendenza ai Palestinesi. L'anno successivo consacrò con Dom Ignatios Firzli (1913-1997) la Cattedrale Metropolitana Ortodossa di San Paolo in Brasile.
Morì il 21 luglio 1979 a Damasco per un attacco di cuore.